# Syagrus romanzoffiana
Syagrus romanzoffiana of Koninginnepalm is de botanische naam van een Zuid-Amerikaanse palmensoort. 
De palm is ook bekend als Pindópalm of Ybá Pitá.
De plant heeft een groot verspreidingsgebied in Zuid-Brazilië tot het noorden van Argentinië, Oost-Paraguay en Uruguay. De winters zijn daar vrij kort. De palm groeit op vochtige bodems, langs rivieren en in bossen.
De palm heeft een grijze stam en kan tot 15 meter hoog worden. De stambasis kan soms luchtwortels aanmaken. De tot 4,5 meter lange vederbladeren zijn groen. De plant is eenhuizig, de grote bloeiwijzen hebben zowel mannelijke als vrouwelijke bloempjes. De geel-oranje vruchten zijn zoet van smaak.
De palm kan in de volle zon, maar uit de wind geplant worden. De plant is niet erg winterhard en kan vooral groeien waar citrussen het goed doen, want -7 °C gedurende enkele uren kan al fataal zijn.